# دوروثي مولر
دوروثي مولر (بالإنجليزية: Dorothy Mueller)‏ هي لاعب كرة قاعدة أمريكية، ولدت في 25 ديسمبر 1925 في شفيوت في الولايات المتحدة، وتوفيت في 2 يونيو 1985.